# Hof Ter Smissen
Hof Ter Smissen was een fictieve locatie in de Vlaamse soapserie Thuis. Het was een restaurant, hotel en paardenmanege in eigendom van Marianne Bastiaens van september 1996 tot mei 2011.

## Werknemers
Hof Ter Smissen was tot de brand in eigendom van Marianne Bastiaens. De gerante van het gebouw was Jenny Verbeeck en zij stond er ook dagelijks in de keuken en achter de toog. Jenny werd geassisteerd door haar zus Rosa Verbeeck. De poetsvrouw was Nancy De Grote. Soms nam zij ook bestellingen op, bijvoorbeeld als het erg druk was of wanneer er personeelstekort was.
Voorheen werkten enkel Jenny en Rosa er, Rosa was toen gerante. Wegens een vete tussen Rosa en Jenny verliet Jenny het Hof en ging ze werken bij Taxi Ter Smissen. Ook wijlen Jelena Leshi werkte in Ter Smissen, eerst als poetsvrouw, nadien als dienster. Later werd Rosa ontslagen door Marianne, ook wegens een vete. Jenny werd opnieuw gerante.
Rosa miste het café en ging terug werken bij Jenny, Marianne ging akkoord. Mo Fawzi, de man van de dochter van Jenny stak halftijds een handje toe, tot hij met Bianca en Robin voorgoed naar Marokko vertrok. In de beginjaren kreeg Bennie De Taeye een job om de stallen proper te maken in ruil voor dat hij daar mocht logeren. Ook Peggy Verbeeck kreeg kost en inwoon om te helpen in de manege.

## Geschiedenis
Ter Smissen was oorspronkelijk in handen van Lou Swertvaeghers, de man van Veronique Van Sevenant. Hij baatte het toen samen met Veronique en Jenny uit. Wanneer Lou echter naar het buitenland vertrok met zijn nieuwe liefde Ann De Decker nam Veroniques broer Werner Van Sevenant de zaak over.
Nadat Rosa na een zoveelste vete met Marianne uit haar kapsalon werd gezet, kon ze aan de slag in Ter Smissen. Veronique werkte intussen niet meer in Ter Smissen. Ze had nog even een job bij Sanitair Vercammen en later ad interim bij de broodjeszaak Ter Smissen Baget, maar zou daarna om het leven gebracht worden in Marokko door een handlanger van Robert Swerts.
Enkele jaren later richtte Werner de fitnesszaak Fit&Fun op en stelde hij Ter Smissen te koop. Rosa beraamde een plan om het te kopen, maar uiteindelijk was het Marianne die de zaak overnam. Rosa mocht in dienst blijven, maar Marianne liet het niet na om af en toe met haar ontslag te dreigen. Bij een personeelsgebrek werd Yvette De Schrijver een tijdje ingeschakeld.
Toen de vete tussen Marianne en Rosa tot een hoogtepunt kwam werd Rosa ontslagen. Jenny, die al een tijdje ergens anders werkte, mocht opnieuw komen werken in Ter Smissen, ze werd de nieuwe gerante. Ook Rosa kreeg heimwee naar Ter Smissen en ging er onder Jenny werken.
Wanneer Marianne verneemt dat Jenny een sleutelrol heeft gespeeld in de ontvoering van haar kleinzoon Robin naar Marokko is ze woedend, ze verbreekt haar vriendschap met Jenny en zet Ter Smissen te koop.
Op het einde van seizoen 16 ontstond er in het hotelgedeelte een brand die aangestoken werd door Rafael Campo. De brand legde het grootste deel van het hotel in de as. Daardoor werden Rosa en Jenny genoodzaakt op zoek te gaan naar een nieuw pand. In dit nieuwe pand baten zij de bed & breakfast Zus en Zo uit. Ook het taxibedrijf van Leo verhuisde mee. Marianne verkoopt Ter Smissen als investeringspand.

## Trivia
- De buitenopnames bij Hof Ter Smissen vonden plaats nabij het echte Hof Ter Smissen in Dilbeek.